# Libération Sud
Die Résistancegruppe Libération, zur Unterscheidung von der völlig unabhängig agierenden Résistancegruppe Libération Nord als französisch Libération Sud ‚Südliche Befreiung‘ bezeichnet, wurde 1941 nach der deutschen Okkupation während des Zweiten Weltkriegs in der anfangs noch nicht besetzten Südzone Frankreichs – unter der Marionettenregierung des Vichy-Regimes – von Personen unterschiedlicher Herkunft um Emmanuel d’Astier de la Vigerie, Lucie und Raymond Aubrac gegründet. Einige standen dem früheren Front populaire nahe oder gehörten den Gewerkschaften an.

## Geschichte
Zur Libération gehörten die CGT-Mitglieder Maurice Kriegel-Valrimont und Alfred Malleret-Joinville oder das CFTC-Mitglied Yvon Morandat. Auch Intellektuelle wie Jean Cavaillès schlossen sich der Gruppe an. Mit der Unterstützung von Daniel Mayer und der in den Untergrund abgetauchten SFIO wuchs die Gruppe Libération Sud schnell. Obwohl die Gruppe in sieben Regionen der Südzone existierte, lagen ihre regionalen Schwerpunkte in Lyon und Toulouse.
Sie begann im Juli 1941 mit der Herausgabe der Untergrundzeitung Libération. Anfangs beschäftigte man sich neben der Produktion der Zeitung mit dem Organisieren falscher Papiere, sozialer Fürsorge und politischer Aktionen. Später trat dann auf Anregung von Raymond Aubrac die militärische Organisation mit Maurice Kriegel-Valrimont hinzu. Während die erste Auflage der Untergrundzeitung mit 10.000 Exemplaren startete, wuchs sie im Laufe der Zeit auf 200.000 pro Auflage und wurde eine der bedeutendsten Untergrundzeitungen neben dem Combat der gleichnamigen Widerstandsgruppe. Von 1942 bis zu seiner Verhaftung 1944 war Louis Martin-Chauffier der Chefredakteur des Blattes. Ab dem 21. August 1944 erschien es täglich bis zu seiner Einstellung 1964.
Ihren Titel übernahmen die Schriftsteller Jean-Paul Sartre und Serge July für die von ihnen 1973 neu gegründete Zeitschrift Libération.
Im Februar 1942 reiste Emmanuel d’Astier nach London, um die Verbindung mit dem Freien Frankreich Charles de Gaulles und der übrigen Résistance herzustellen. De Gaulle drängte darauf, dass die in seinem Auftrag von Jean Moulin geführten Verhandlungen über die Vereinigung der drei in der Südzone operierenden Gruppen,
- der Franc-Tireur Jean-Pierre Lévys,
- dem Combat Henri Frenays und
- der Libération Sud

in die Gründung des Mouvements unis de la Résistance (MUR) mündeten.
Im Mai 1943 erreichte Jean Moulin endlich, dass neben den drei oben erwähnten Gruppen auch
- der Front National von Pierre Villon,
- das Comité d’action socialiste von Pierre Brossolette und
- die Armée secrète von Charles Delestraints

gemeinsam mit den Résistancegruppen aus der Nordzone
- Organisation civile et militaire (OCM)
- Libération Nord
- Ceux de la Résistance
- Ceux de la Libération

den Conseil national de la Résistance (CNR; dt. Nationaler Widerstandsrat), eine Art Widerstandsparlament im Untergrund bildeten.
Sie dokumentierten damit den Willen, dass die interne Résistance und das externe Komitee France libre im Gegensatz zu dem kollaborierenden Frankreich des Vichy-Regimes die „France combattante“, das kämpfende Frankreich, bildeten.
Gleichzeitig stärkte dieses Untergrundparlament de Gaulle politisch den Rücken, indem es seinen Oberbefehl akzeptierte und eine Unterstellung unter General Henri Giraud ablehnte. Mit der Aufnahme Emmanuel d’Astiers in das Comitée français pour la Libération National (CFLN) im November 1943 in Algier als Kommissar für Inneres wurde die Bedeutung der Libération anerkannt.

## Einige Mitglieder der Widerstandsgruppe Libération Sud
- Emmanuel d’Astier de La Vigerie (1900–1969)
- Jean-Annett d’Astier de La Vigerie (1920–1976)
- Lucie Aubrac (1912–2007)
- Raymond Aubrac (1914–2012)
- Anne-Marie Bauer (1914–1996)
- Robert Bine (?-?)
- Emile Borel (1871–1956)
- Jacques Brunschwig-Bordier (1905–1977)
- Georges Canguilhem (1904–1995)
- Jean Cavaillès (1903–1944) Todesort: Arras
- Roger Cerclier (1899–1950)
- Auguste Chambonnet (1888–1974)
- Jacques Chapou (1909–1944) Todesort: Bourganeuf
- Pascal Copeau (1908–1982)
- Edouard Corniglion-Molinier (1898–1963)
- Albert Curvale (1897–1962)
- Yvonne Lucienne Curvale (1903–1962)
- Maurice Cuvillon (?-?)
- Michel Dumnesnil de Gramont (1888–1953)
- Julien Forgues (?-?)
- Albert Fossey-François (1909–1958)
- Jules Fourrier (1906–1999)
- Jean Gagnant (1904–1944) Todesort: KZ Dachau
- Marguerite Gonnet (1898–1996)
- Annie Herve (1917–1995)
- Pierre Hervé (1913–1993)
- Robert Jallet (1890–1945) Todesort: Martizay
- Pierre Kaan (1903–1945)  Todesort: Krankenhaus von Ceske Budejovice
- Robert Kahn (1909–1944) Todesort: Gefängnis Montluc in Lyon
- Pierre Kahn-Farelle (1906–2000)
- Albert Kohan (1896–1943)  Todesort: Tangmere
- Maurice Kriegel-Valrimont (1914–2006)
- Victor Leduc (auch: Valdemar Nechtschein / 1911–1993)
- Philippe Malrieu (1912–2005)
- Louis Martin-Chauffier (1894–1980)
- Roger Massip (1904–1987, Geburtsort: Montauban, Journalist)
- Gilbert May (?-?)
- Robert Monestier (1910–1986)
- Yvon Morandat (1913–1972)
- André Philip (?-?)
- Marcel Poimboeuf (1889–1974)
- Serge Ravanel (1920–2009)
- Jacques Renard (1902–1980)
- Maurice Rousselier (1914–1958)
- Abel Sarramiac (1886–1944) Todesort: KZ Buchenwald
- Pierre Stibbe (1912–1967)
- Francois Verdier (?-?)
- Jean-Pierre Vernant (1914–2007)
- Pierre Vienot (?-?)
- Alban Vistel (1905–1994)
- Marius Vivier-Merle (1890–1944) Todesort: Lyon
- Jean Worms-Germinal (1894–1974)
- Georges Zerapha (1887–1979)